# Трупный синод
Тру́пный сино́д (лат. synodus horrenda — «жуткий синод») — состоявшийся в январе 897 года в Риме церковный трибунал над эксгумированным трупом папы Формоза.
Во второй половине IX века из-за начавшегося распада Каролингской империи произошёл упадок папства, в результате которого во время понтификата Формоза в Риме образовались две политические партии. Смерть Формоза послужила началом чехарды пап на папском престоле: за 8 последующих лет сменилось 9 пап, возводимых на престол разными партиями. Второй преемник Формоза, Стефан VI, приказал эксгумировать тело своего предшественника из его захоронения в базилике Святого Петра, одеть в папское облачение и поместить на сидение. Рядом с покойным стоял диакон, который должен был отвечать на заданные вопросы. Среди них были обвинение в нарушении канонического права, запрещавшего переход с одной кафедры на другую (до своего избрания папой Формоз был епископом Порто), а также отлучение от церкви, наложенное на него папой Иоанном VIII в 876 году и подтверждённое синодом в Труа в 878 году. Хотя позже Формоз был прощён, однако с него взяли письменную клятву не возвращаться в Рим и больше не занимать церковные должности.
В итоге Формоз был осуждён, все его действия в качестве папы, включая рукоположения, были признаны недействительными. С трупа было снято папское облачение, заменённое на мирскую одежду, а 2 или 3 пальца правой руки, которой даются благословения, совершаются рукоположения и клятвы на писания, были отрезаны. После этого его похоронили на иноземном кладбище, но через некоторое время труп был вырыт и брошен в реку Тибр. Позже тело Формоза было найдено рыбаками на берегу Тибра у ворот Рима и спрятано монахом, пока во время понтификата Теодора II, второго преемника Стефана VI, не было вновь торжественно захоронено в базилике Святого Петра.
«Трупный синод» имел серьёзные последствия для римской истории последующих лет, вызвав раскол в церкви и дестабилизировав римский понтификат на рубеже IX и X столетий. Сторонники Формоза и Стефана VI несколько лет оспаривали папский престол, а рукоположения, совершённые Формозом, оставались предметом споров. Теодор II и Иоанн IX реабилитировали его и провозгласили на соборах в Риме (конец 897 года) и Равенне (898 год) легитимность действий папы. Однако в 904 году римский синод под руководством папы Сергия III подтвердил положения «Трупного синода», потребовав, чтобы все рукоположённые Формозом прошли повторное посвящение. Это решение вызвало смятение среди итальянских священнослужителей и бурные дискуссии и повсеместно игнорировалось церковью. Спор прекратился только во время понтификата папы Иоанна X (914—928 годы).

## Предпосылки

Распад Каролингской империи в 888 году
Итальянское королевство
Восточно-Франкское королевство
Западно-Франкское королевство
Королевство Верхняя Бургундия
Королевство Нижняя Бургундия

В середине IX века начался распад Каролингской империи. Хотя император Карл III Толстый на некоторое время смог восстановить её единство, его свержение в 887 году привело к окончательному развалу франкского государства. Единственным Каролингом (хотя и незаконнорождённым), который после этого смог стать королём, оказался Арнульф Каринтийский, коронованный правителем Восточно-Франкского королевства. Он стремился стать императором, но был вынужден признать, что в остальных частях франкской империи Каролинги оказались оттеснены от власти лидерами местных кланов.
Папы второй половины IX века использовали ослабление Каролингской империи, чтобы возвысить свою власть над властью императора. Связано это было с тем, что церковь заставила светскую власть признать принцип, по которому император мог получить корону только из рук папы. Уже сына императора Лотаря I короновал папа, в результате чего был упразднён установленный ещё Карлом Великим обычай, по которому император назначал сына соимператором. Из-за начавшегося распада империи не действующий император выбирал себе наследника, а папа короновал того из правителей, кто его устраивал. Впервые это произошло в 875 году, когда папа Иоанн VIII среди нескольких кандидатов выбрал Карла II Лысого.
Однако в возникшем вакууме власти произошёл упадок папства. В 888 году за корону Итальянского королевства спорили представители двух местных династий — маркграфы Беренгар I Фриульский и Гвидо III Сполетский. Первоначально верх взял последний: в 889 году папа Стефан V короновал его итальянской короной, а 21 февраля 891 года был вынужден короновать и императорской короной, поскольку Арнульф Каринтийский, который был для папства менее опасным и более престижным союзником, так и не ответил на его обращение.
В то время в Риме существовало 2 партии: представители одной были сторонниками Арнульфа Каринтийского, второй — сторонниками Сполетского дома. Представители первой поддерживали преемника Стефана V, Формоза, избранного папой в сентябре 891 года, главой же второй считался диакон Сергий, ставший самым решительным противником нового папы. Вначале Формоз продолжал политику предшественника. В 892 году, чтобы окончательно укрепить свои позиции в непрекращающейся борьбе против Беренгара, сохранявшего независимость в Фриульской марке, император Гвидо уговорил Формоза сделать со-императором своего сына Ламберта. Коронация состоялась 30 апреля 892 года, причём не в Риме, а Равенне.
Однако вскоре отношения императора Гвидо с папой испортились. Формоз относился к усилению Сполетского дома недоверчиво. Став императорами, Гвидо и Ламберт стремились отстаивать свои интересы за счёт папского престола. При этом продолжалась их борьба против Беренгара Фриульского, а византийцев и сарацин из Южной Италии остановить было некому. Формоз считал, что для установления мира в Италии необходим сильный монарх — такой, как Арнульф Каринтийский, который смог бы обуздать алчность Гвидонидов и, возможно, предотвратить дальнейшие продвижение на север византийцев и сарацин. Первый поход Арнульфа в Италию результатов не принёс. После смерти Гвидо Сполетского в 894 году Формоз на некоторое время примирился с Ламбертом, но вскоре их отношения вновь испортились, после чего папа вновь обратился за помощью к Арнульфу Каринтийскому. На этот раз восточно-франкский король дошёл до Рима, выгнал захвативших Формоза сполетцев и был им коронован императорской короной. Затем он двинулся в Сполето, однако по пути его разбил паралич, после чего поход прекратился. Вскоре после этого умер Формоз, а император Ламберт вновь овладел Римом, изгнав из него оставленного Арнульфом наместника.
Смерть Формоза послужила началом чехарды пап на папском престоле: за 8 последующих лет сменилось 9 пап, возводимых на престол разными партиями. Некоторые из пап умерли насильственной смертью. Некоторые историки обвиняли Формоза в том, что он, не веря в итальянцев, стремился обеспечить имперскую защиту. Однако, как отмечает церковный историк Х. К. Манн, не стоит переносить на время его понтификата поздние представления о европейской политике. Европа к началу X века была феодальной, а не национальной. Тогда не существовало сформировавшихся наций, а политика была делом отдельных людей, рвущихся к власти, готовых для осуществления своих собственных целей объединиться с любым человеком вне зависимости от того, на каком языке или наречии он говорил.

## Судилище
Избранный преемником Формоза Бонифаций VI правил всего 15 дней, после чего умер. А следующий папа Стефан VI в конце 896 или январе 897 года устроил в Риме суд над покойным Формозом, получивший название «Трупный синод».
Тело Формоза эксгумировали из его захоронения в базилике Святого Петра, одели в папское облачение и поместили на сидение. Рядом с ним стоял диакон, который должен был отвечать на заданные обвинения. Источники не сообщают, где именно проходил синод, продолжавшийся 2 или 3 дня. Мнения исследователей разделились: одни считают, что мероприятие проходило в Латеранском дворце, другие — в соборе Святого Петра.
Среди участников синода, который проходил в атмосфере угроз и шантажа, многие были из окружения Формоза. Помимо папы Стефана VI, в нём принимали участие Веллетрийский епископ Иоанн, Галезский епископ Иоанн, епископ Орто Стефан, епископ Альбано Пётр, епископ Порто Сильвестр, епископ Пасхалий (его епархия неизвестна), а также римские священники Пётр и Бенедикт.
Против бывшего папы были выдвинуты обвинения в нарушении канонического права, запрещавшего переход с одной кафедры на другую: до избрания папой Формоз был епископом Порто. Другим обвинением было отлучение от церкви, наложенное на него Иоанном VIII в 876 году и подтверждённое синодом в Труа в 878 году. Хотя после синода папа простил Формоза, однако взял с него письменную клятву не возвращаться в Рим и больше не занимать церковные должности. В декабре 882 года ставший папой после убийства Иоанна VIII Марин I освободил его от клятвы, разрешив вернуться в Рим, а в июне 883 года вернул епархию, но на Трупном синоде бывшего папу обвинили в нарушении данной клятвы.
В итоге Формоз был осуждён, все его действия в качестве папы, включая рукоположения, были признаны недействительными. С трупа было снято папское облачение, заменённое на мирскую одежду, что символизировало недействительность его выбора в качестве папы, а 2 или 3 пальца правой руки, которой даются благословения, совершаются рукоположения и клятвы на писания, были отрезаны. После этого его похоронили на иноземном кладбище, возможно, из-за интердикта Иоанна VIII, запрещавшего Формозу возвращаться в Рим, но через некоторое время труп был вырыт, вероятно, сторонниками Стефана VI и брошен в реку Тибр. Позже тело Формоза было найдено рыбаками на берегу Тибра у ворот Рима и спрятано монахом, пока во время понтификата Теодора II, второго преемника Стефана VI, не было вновь торжественно захоронено в базилике Святого Петра.

## Причины осуждения Формоза
Исследователи выдвигали разные гипотезы, пытаясь объяснить действия Стефана VI. По одной из гипотез папа выполнял заказ императора Ламберта и его матери Агельтруды, желавших отомстить Формозу. Во время процесса Рим уже не находился под контролем императорского наместника, вновь вернувшись под контроль Сполетского дома. При этом, как отмечает Ж.-М. Санстер, этот ужасающий процесс, вероятно, никак не связан с желанием императора Ламберта и его матери Агельтруды отомстить бывшему папе: их присутствие в Риме в это время не доказано. Кроме того, аннулирование всех деяний Формоза делало недействительным не только коронацию императорской короной Арнульфа Каринтийского, но и самого Ламберта. Историк считает, что ответственность за произошедшее висит на Стефане VI и других противниках Формоза в Риме. Однако о борьбе римских фракций в этот период мало что известно, поэтому трудно понять мотивы, двигавшие папой.
Существует версия, выдвинутая в 1866 году немецким историком Эрнстом Дюммлером, согласно которой аннулирование рукоположений Формоза делало недействительным посвящение самого Стефана VI в епископы Ананьи, что позволяло ему занимать папский престол, не нарушая канонических прав. Однако известие о посвящении встречается только в одном позднем источнике — хронике Сигеберта из Жамблу. Кроме того, у гипотезы существуют и хронологические проблемы: указывается, что Стефан VI был епископом 5 лет, поэтому он не мог быть рукоположён Формозом, понтификат которого длился 4 года.

## Последствия
«Трупный синод» имел серьёзные последствия для римской истории последующих лет. В XVI веке церковный историк Цезарь Бароний в своей работе «Annales Ecclesiastici» (с лат. — «Церковные хроники») ввёл для папства периода после распада Каролингской империи и до восшествия на папский престол в 1076 году Григория VII понятие «Тёмного века» (лат. Saeculum obscurum), охарактеризовав его как период папской безнравственности. После убийства в 882 году Иоанна VIII до 963 года сменилось 24 папы, многие из которых были убиты. В этот период укрепилась местная феодальная аристократия, в первую очередь, маркграфы Сполето и Тосканы, которые начали захватывать папские владения, а также стремились влиять на выборы папы. Заметно укрепилась и римская аристократия, захватившая все заметные должности при папском дворе.
После «Трупного синода» и убийства Стефана VI большинство последующих понтификов в период 896—904 годов были озабочены или реабилитацией Формоза, или его дискредитацией, а рукоположения, совершённые папой, оставались предметом споров. Теодор II и Иоанн IX реабилитировали Формоза и подтвердили на соборах в Риме (конец 897 года) и Равенне (898 год) легитимность действий папы. Однако в 904 году римский синод под руководством папы Сергия III подтвердил положения «Трупного синода», потребовав, чтобы все рукоположённые Формозом прошли повторное посвящение, угрожая в противном случае репрессиями. Данное решение вызвало смятение среди итальянских священнослужителей и бурные дискуссии и повсеместно игнорировалось церковью. В защиту папы Формоза выступали в многочисленных полемических сочинениях Ауксилий и Евгений Вульгарий. Защищал его также и анонимный автор в Invectiva in Romam pro Formoso papa, написанной во время понтификата папы Иоанна X (914—928 годы). Однако именно в этот период спор и прекратился.
В настоящее время среди богословов и учёных есть согласие в том, что Трупный синод был незаконным и чудовищным событием. Все обвинения против папы Формоза были сняты, а решения самого судилища считаются недействительными. Но при этом последним законным заявлением католической церкви по его поводу являются указы папы Сергия III, который объявил суд над понтификом законным. Ричард Макбрайен по этому поводу отмечает, что именно поэтому «никогда не было папы Формоза II, хотя кардинала Пьетро Барбо пришлось отговаривать от принятия этого имени в 1464 году. Вместо этого он взял имя Павел II». По мнению А. Самойловского, Трупный синод стал олицетворением тотального кризиса католической церкви в тот период, когда должность папы становилась разменной монетой в руках различных династий. Именно тогда понтифики стали инструментом для уничтожения неугодных людей, конкурентов и мнений, а религия стала атрибутом власти и карающего правосудия.